# 李鶴年
李 鶴年（り かくねん、Lǐ Hènián、1827年 - 1890年）は、清末の官僚。字は子和。盛京省義州出身。
1845年、進士となり、編修、御史、給事中などを歴任。その後、河南省の軍務に派遣され、1862年に常鎮通海道、河南按察使代理となった。その後直隷布政使となり、1865年に湖北巡撫に抜擢され、河南巡撫に移された。
その頃、華北では捻軍の活動が活発になっており、李鶴年も10年にわたって山東省から河南省を転戦した。李鶴年はそれぞれ1万人規模の軍隊を2つ組織した。宋慶の毅軍と張曜の嵩武軍である。李鶴年の軍は淮軍とともに東捻軍を破り、捻軍の首領の1人の任柱を戦死させた。1868年、西捻軍が北京周辺に迫ると追討にあたり、首領の張宗禹を溺死させ、捻軍を平定した。
1871年、閩浙総督に就任。その後、福州将軍兼福建巡撫代理も兼任し、海防の強化にあたった。1876年、河道総督兼河南巡撫代理となり、黄河の治水に尽力した。1881年、再び河南巡撫となり、1887年から河道総督代理も兼ねた。